# Sad Andreja Kmeťa
Sad Andreja Kmeťa je městský park v Piešťanech. V roce 2011 byly prohlášen za Národní kulturní památku Slovenské republiky. Park je pojmenován na počest biologa Andreje Kmeťa. V období komunismu měl název Gottwaldovy sady.
Původně byl lázeňským parkem, který založil v roce 1865 vlastník majetků v Piešťanech a v Hlohovci František Erdődy. Současně dal postavit dnes již neexistující letní divadlo Aréna v místech, kde nyní stojí Kursalon (Lázeňská dvorana), v němž se nachází Balneologické muzeum. Ve stejném roce byly postaveny zaniklé stavby hudebního pavilonu Estráda a oddechového altánku Rondeau.
V letech 1974–1979 byl na východním okraji parku postaven Dům umění podle plánů architekta Ferdinanda Milučkého.

## Další zajímavosti

Dům umění v parku Andreja Kmeťa

- Meteorologický sloup v Piešťanech